# Das EFX
Das EFX – amerykański zespół hip-hopowy, w skład którego wchodzą Krazy Drayzy (prawdziwe nazwisko Andrew Weston) i Skoob (Will Hines). Pochodzą z okolic Nowego Jorku (z Rankonkoma Lakes na Long Island). Ich zespół został założony w 1988 roku. Nazwa Das EFX oznacza "Drayz and Skoob Effects" (Drayz i Skoob dają czadu). Wystąpili w hip-hopowym konkursie, w którym sędziowali raperzy z zespołu EPMD, którzy umożliwili im wydanie pierwszej pyty w wytwórni East West.

## Dyskografia
- Dead Serious (1992)
- Straight Up Sewaside (1993)
- Hold It Down (1995)
- Generation EFX (1998)
- How We Do (2003)
- Straight from the Vault (2017)